# سن لورنس (داکوتای جنوبی)
سن لورنس(به انگلیسی: St. Lawrence) شهری در ایالت داکوتای جنوبی کشور ایالات متحده آمریکا است که جمعیت آن در سرشماری سال ۲۰۱۰ میلادی، ۱۹۸ نفر بوده‌است.